# 瑞恩·兰伯特
瑞恩·兰伯特（英語：Ryan Edward Lambert Lee Kit Seng，1998年9月21日—），是出生于马来西亚吉隆坡的澳大利亚与马来西亚籍華裔职业足球运动员。司职后卫及中场，目前效力马来西亚超级足球联赛吉隆坡市。

## 生涯
瑞恩·兰伯特在15岁的时候就代表Richmond SC成了他的展开职业生涯。2016年，他在代表墨尔本胜利青年队一个赛季后，因伤病而离开球队。

### 阿基里斯29
2018年，瑞恩·兰伯特与双胞兄弟胎德克兰·兰伯特转会至欧洲，并在鹿特丹斯巴达和多德勒支等球队试训。两人最终与阿基里斯29签下了合约。然而，他们在2017-18赛季球队降级后离开了俱乐部。 

### 邓伯什
瑞恩·兰伯特与他的双胞胎兄弟德克兰·兰伯特一起转会至荷兰乙级足球联赛邓伯什。

### 吉隆坡市
2021年4月28日，瑞恩·兰伯特与吉隆坡市签约，他帮助球队赢得2021年马来西亚杯。

## 个人生活
瑞恩·兰伯特的父亲是英国人，母亲是马来西亚人，他出生于马来西亚，曾经与家人一起迁居至泰国。半年后，瑞恩·兰伯特则与家人移民至澳大利亚，他有个双胞胎兄弟德克兰·兰伯特，他也是一名职业足球员，目前他们一起效力与吉隆坡市。

## 荣誉

### 俱乐部
吉隆坡市
- 马来西亚杯冠军：2021